# سیدآباد اسدالله‌خان
سید‌آباد اسدالله‌خان، روستایی از توابع بخش مرکزی شهرستان نیشابور در استان خراسان رضوی ایران است.

## جمعیت
این روستا در دهستان بینالود قرار دارد و براساس سرشماری مرکز آمار ایران در سال ۱۳۸۵، جمعیت آن ۷۷ نفر (۲۱خانوار) بوده‌است.